# Jaguaruna
Jaguaruna é um município brasileiro do Estado de Santa Catarina. Localiza-se a uma latitude 28º36'54" sul e a uma longitude 49º01'32" oeste, estando a uma altitude de 12 metros. Sua população estimada em 2016 era de 19.254 habitantes.

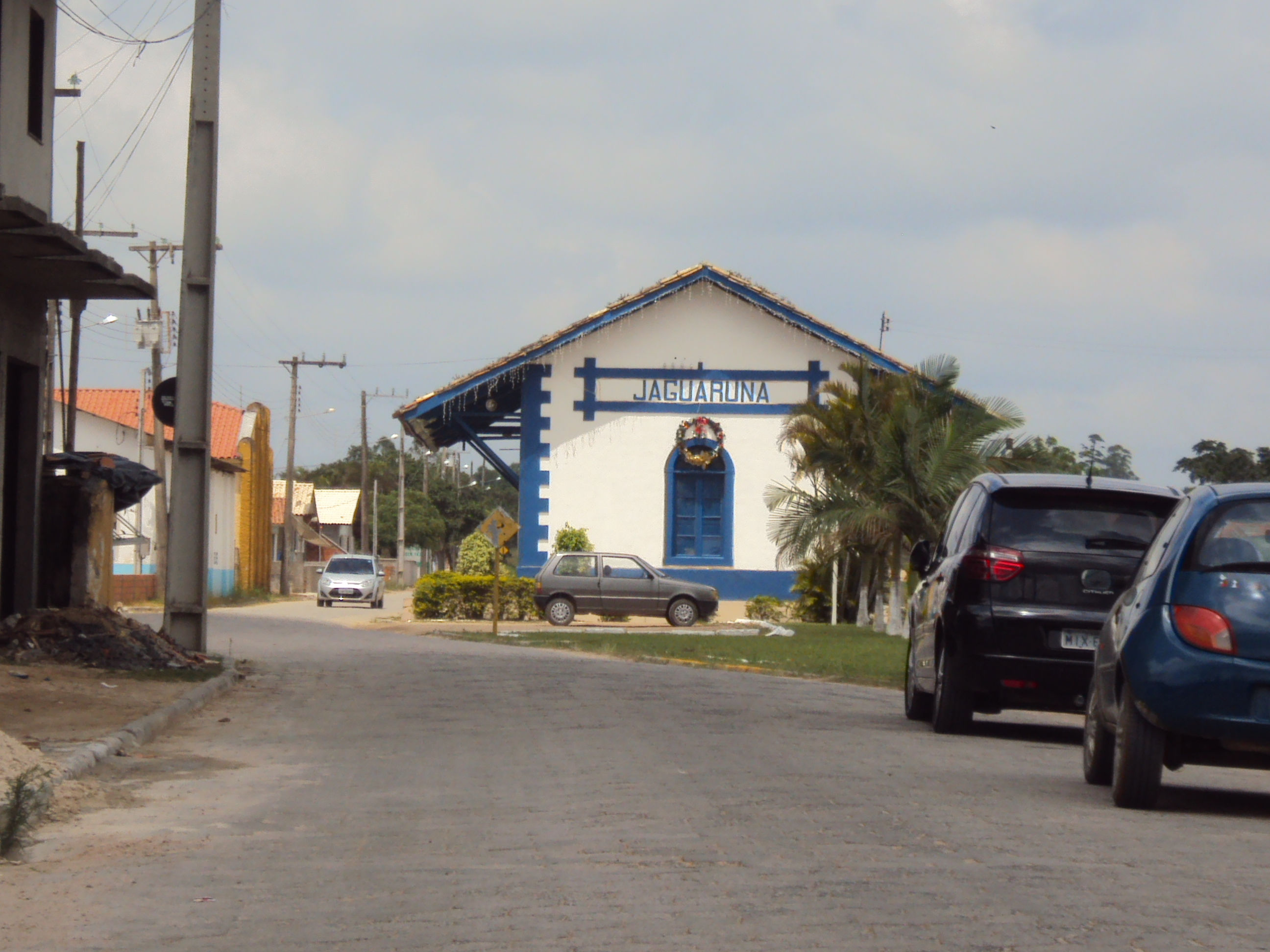
Estação ferroviária da Estrada de Ferro Donna Thereza Christina

## Etimologia
O nome Jaguaruna é uma vem do tupi "îagûaruna", que deriva da junção entre a palavra "îagûara" que significa "onça" ou "jaguar", e a palavra "una" significa "preto/preta". Portanto Jaguaruna significa "Jaguar preto/onça-preta".
  Em 1804, a sesmaria que nomeou o lugar já possuía este nome.

## História
A região onde hoje é Jaguaruna no período Pré Colonial, antes das colonização europeia, foi palco de grande exploração dos povos sambaquieiros, que entre 4500 anos a 2000 anos antes do presente construíram um grande território com sambaquis na região, incluindo gigantescos sambaquis que estão entre os maiores do Brasil e do mundo. Posteriormente o território foi ocupado pelos índios carijós.
A partir do século XVIII o litoral catarinense passou a ser explorado de forma mais intensa por colonizadores vicentistas e colonizadores açorianos, não havendo no entanto, registos oficiais neste período sobre a colonização direta por estes personagens no territorio onde hoje é Jaguaruna.
Apenas para o ano de 1867 é considerada fundação oficial do município, documentada através de documentos oficiais,  quando o Coronel Luiz Francisco Pereira se dirigiu com sua família para o território onde hoje é Jaguaruna, a fim de receber a concessão de sesmaria, como "primeiro habitante" da região, uma vez que, as terras do município de Palhoça, de onde procedia, eram pouco férteis o que o incentivou a deslocar-se. Em 1869, chegaram Joaquim Marques, Francisco Rebelo e Manoel Marques, atraídos, também, pela fertilidade das terras. A exuberância das terras fez com que os colonizadores a denominassem de Campo Bom. Não tardou, foi substituído pelo atual Jaguaruna, em virtude do aparecimento de um jaguar preto onde hoje é a sede municipal. Os primeiros exploradores encontraram índios esparsos, misteriosamente desaparecidos nos primeiros anos.[carece de fontes?] Em 1875, foi construído o primeiro templo católico, sendo o Padre José Ferreira Guedes, o primeiro Vigário da Paróquia. Em 1880, Jaguaruna foi elevada à Freguesia. Em 1883, foi extinta para, um ano mais tarde, tornar novamente aquela categoria, porém com parte de seu território desmembrado, e integrado no de Tubarão.
Jaguaruna, antiga vila e município criado em 1891, foi extinto em 1923. Voltou à existir pelo decreto estadual nº 25, de 11 de dezembro de 1930, com território desmembrado de Laguna.

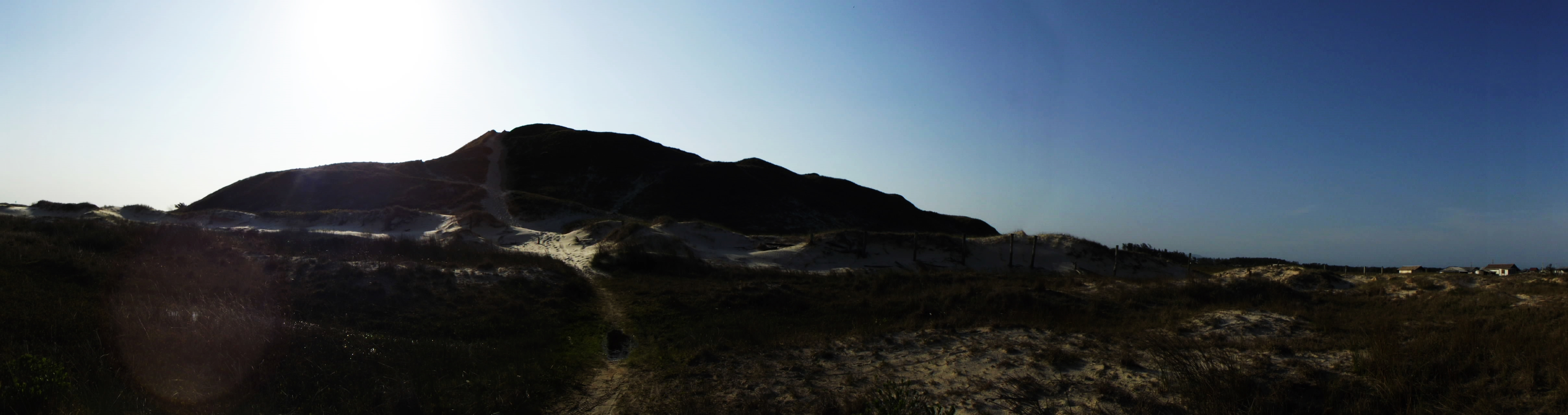
Sambaqui "Garopaba do Sul", tido entre os maiores sambaquis do Brasil e do mundo.

## Pontos Turísticos
As praias são os principais pontos turísticos, sendo recentemente apontados os sambaquis da região como uma grande possibilidade de atração turística, embora sejam desconhecidos e desvalorizados por boa parte da população.
Outro ponto de Jaguaruna bastante conhecido, além das praias, é o "Chuveirão", queda de água que a população utiliza para se refrescar, normalmente utilizada após um banho na praia.